# Histoire de l'orfèvrerie en France
Cet article présente l'histoire de l'orfèvrerie en France. Sa limitation géographique est le territoire français actuel.

## Préambule
L'histoire de l'orfèvrerie en France peut présenter des manques et des ellipses, faute que certaines pièces soient parvenues jusqu'aux époques des premières études. Comme le précise Henry Havard en préambule de son histoire de l'orfèvrerie française, les guerres et les pillages de trésors d'archéologie, mais aussi les effets de mode qui incitent à fondre ou réutiliser les pièces existantes, ont fait que les pièces de certaines époques ont disparu.

## Préhistoire

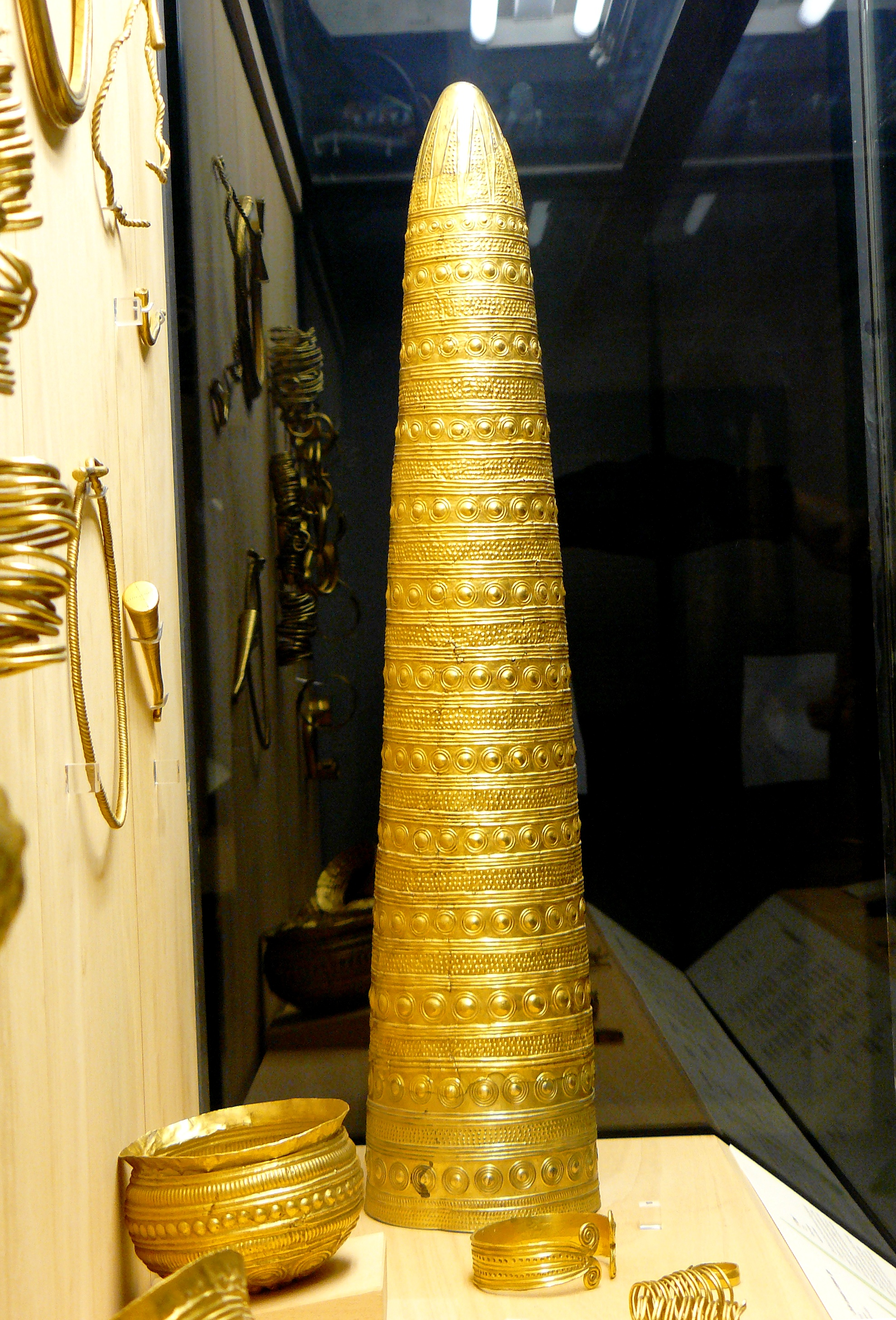
Le cône d'or d'Avanton présenté au Musée d'Archéologie nationale.

Le travail des métaux précieux démarre à la Protohistoire. L'utilisation de l'or est courante pour de petits bijoux. Les pierres de touche sont déjà utilisées à cette époque pour tester la pureté de l'or.
Le cône d'or d'Avanton, en or martelé et repoussé sur une matrice, est un chef-d'œuvre d'orfèvrerie de l'âge du bronze.
À la fin de l'âge du bronze, les haches à douille sont produites en masse par moulage. Produite avec un bronze fortement chargé en plomb, elles ne peuvent être utilisées comme outil et constitueraient une forme de monnaie ou objet distinctif.

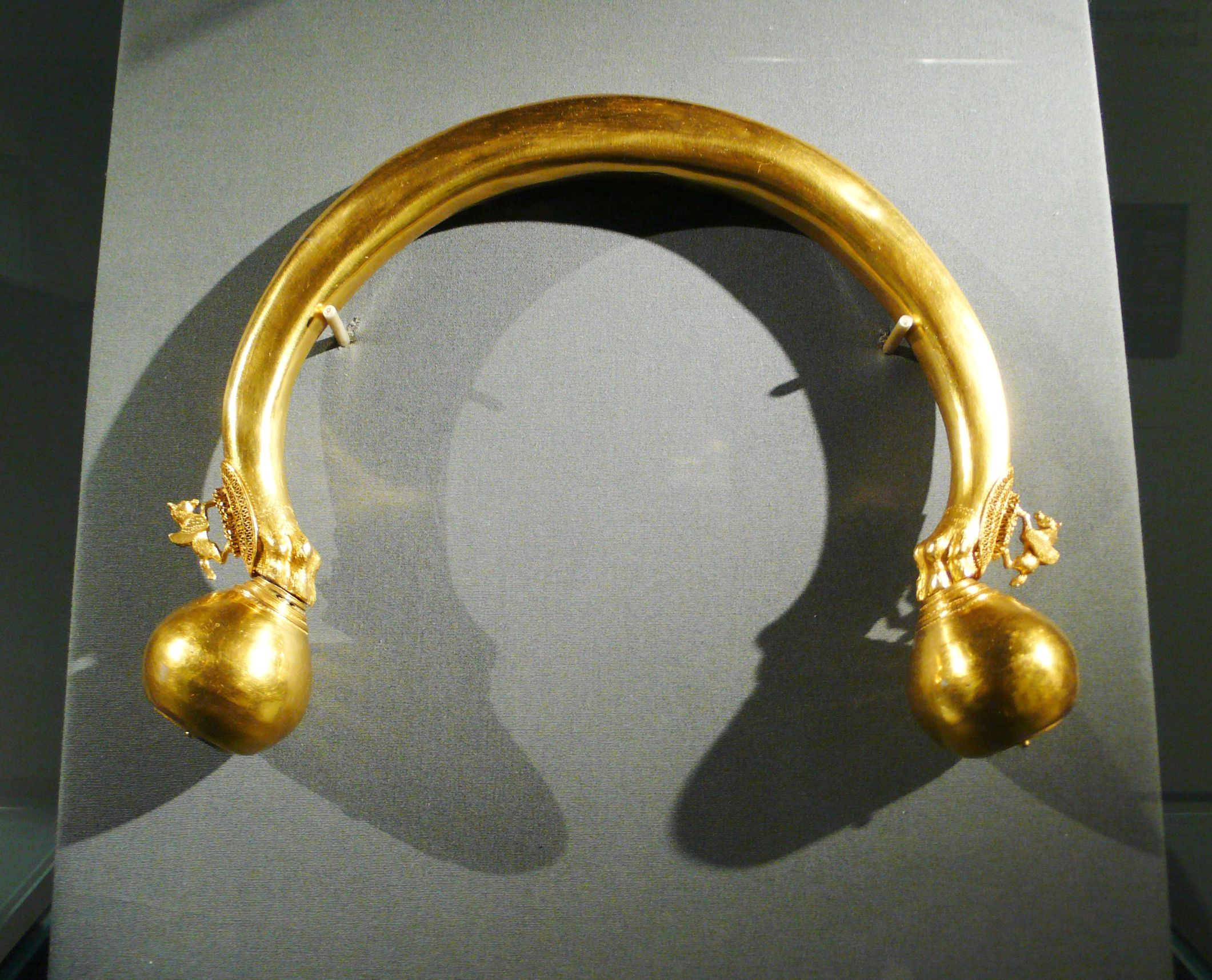
Torque d'or de la tombe de Vix - Musée du Pays du Châtillonnais à Châtillon-sur-Seine (Côte d'Or).

La tombe de Vix (Côte-d'Or), datant de la fin du VIe siècle av. J.-C. (âge du fer), a révélé un torque d'or de 480 grammes qui aurait été fabriqué localement,. Cette même tombe a également révélé le cratère de Vix, un vase en bronze de plus de 200 kilogrammes. Fabriqué dans le sud de l'Italie, c'est un témoin des échanges commerciaux existants. Il en va de même pour plusieurs situles retrouvées à divers endroits, en provenance soit d'Italie, soit de la région du Rhin antérieur.
Dans l'ensemble, l'âge du fer voit la multiplication des travaux d'orfèvres et bronziers.

## Antiquité

### Les Gaulois

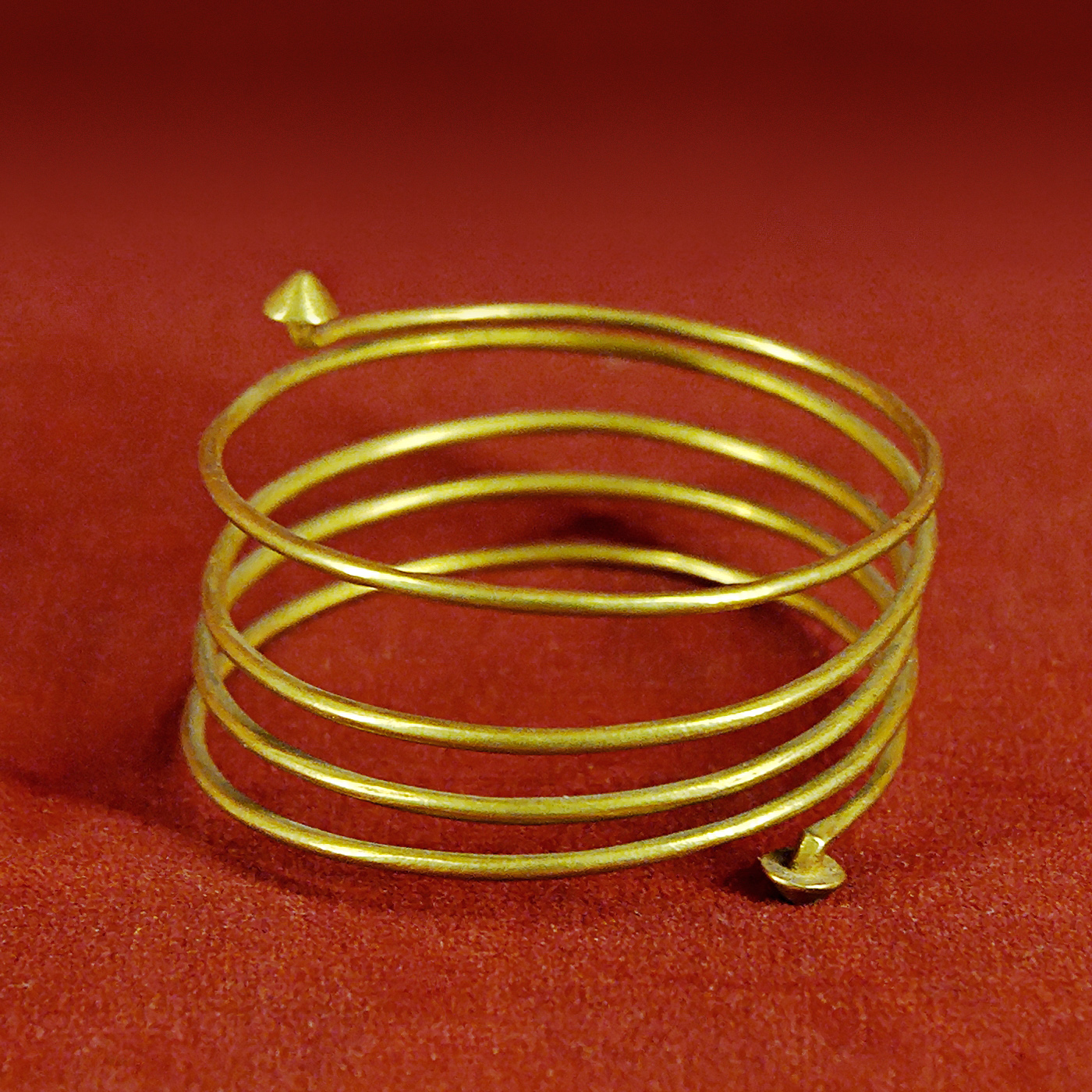
Bracelet spiralé en or, France du Sud-Ouest,, découvert en 1873 dans la vallée de Sos, près de Tarascon-sur-Ariège. Conservé au musée national du Moyen Âge.

Les Gaulois sont connus pour leurs talents à transformer et travailler les métaux. Leurs réalisations sont principalement des bijoux tels que des torques en or ou des bracelets. Plusieurs exemples existent avec des formes et des techniques diverses, amenant à plus ou moins de finesse. La phalère d'Auvers (400 av. J.-C.) constitue un exemple d’orfèvrerie gauloise qui ne soit pas un bijou, l'utilité de cette pièce en bronze doré ayant été identifiée comme étant a priori un umbo.
La pratique technique s'affine, avec notamment la découverte de l'étamage et du placage d'argent, ainsi que de l'émail que l'on retrouve lors de fouilles sur des outils et creusets.
Des fouilles sur le site du Mont Beuvray ont révélé des ateliers de taille importante, montrant un travail devant répondre à une clientèle nombreuse et exigeante. Les fouilles des sépultures et les pièces conservées de cette époque montrent une exécution technique présentant des motifs géométriques (lignes et courbes, imitation de formes naturelles ou d'inspiration végétale et animale), avec des pièces présentant des pierre précieuses dans un grand souci de luxe. La créativité se retrouve également sur les pièces de monnaie précieuses de cette époque, qui présentent un art figuratif en train de s'esquisser, inspiré par des pièces d'or de Grèce antique voire des Scythes ou des Perses. La production de pièces d'orfèvrerie semble être importante.
Concernant la provenance des manières premières, les écrits antiques (Athénée, Diodore de Sicile, Pline l'Ancien ou Strabon) parlent d'une abondance de métaux précieux sur le territoire gaulois. Sont également attestés des flux de commerce de pièces en métaux précieux, entre l'est Méditerranée (Italie, Sicile, Syrie, Égypte) et la moitié nord de la France actuelle. Concernant l'export, les pièces émaillées de facture gauloise se retrouvent sur la péninsule italienne. L'utilisation de métaux précieux se retrouve également sur de nombreuses armes et armures de toute sorte, retrouvées en Suisse, en France et dans le Sud de l'Angleterre.

### Les Gallo-Romains

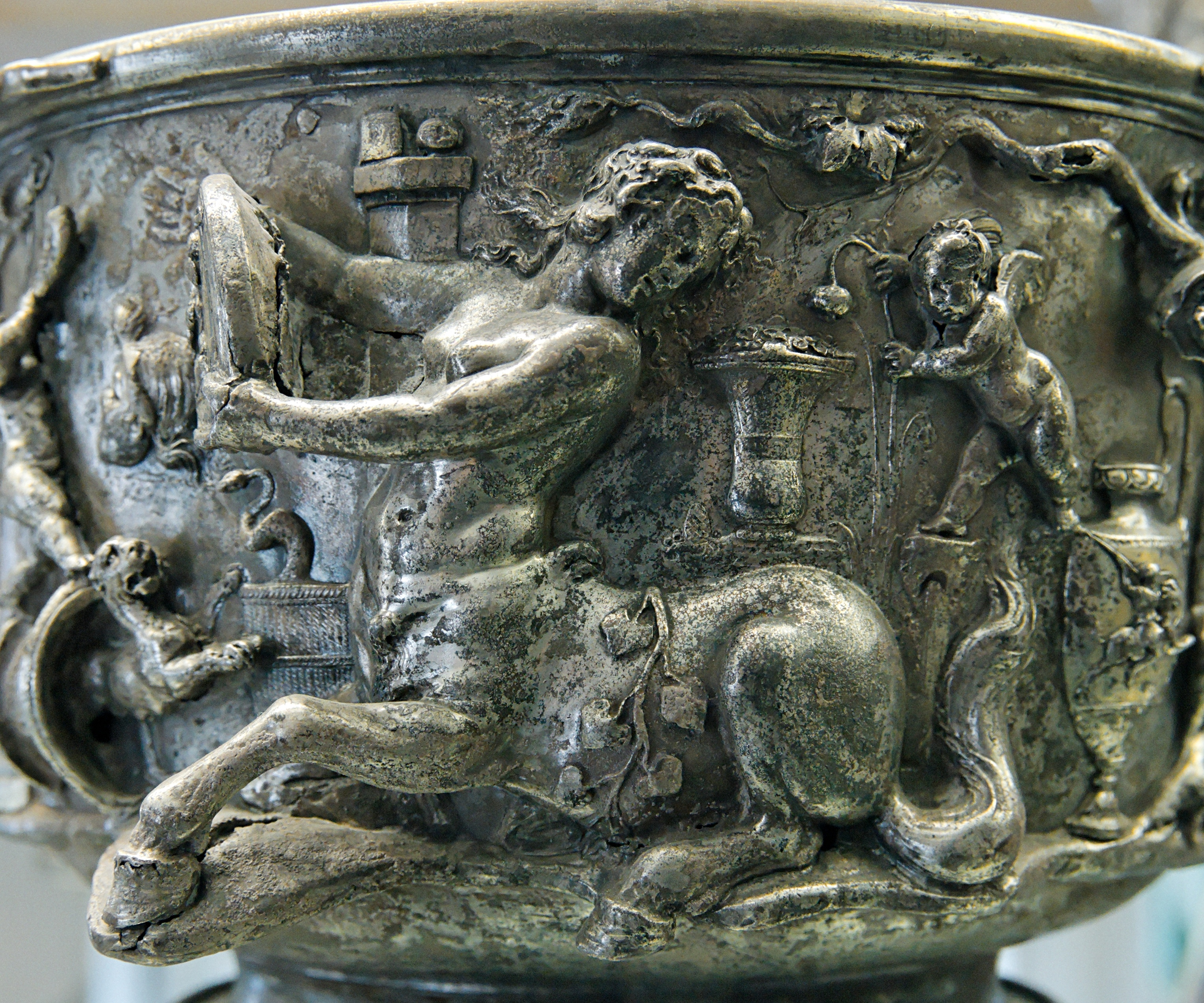
Centauresse et amours, détail de l'une des Coupes aux Centaures de Berthouville (cat. 60). Trésor de Berthouville, conservée au département des Monnaies, médailles et antiques de la Bibliothèque nationale de France.

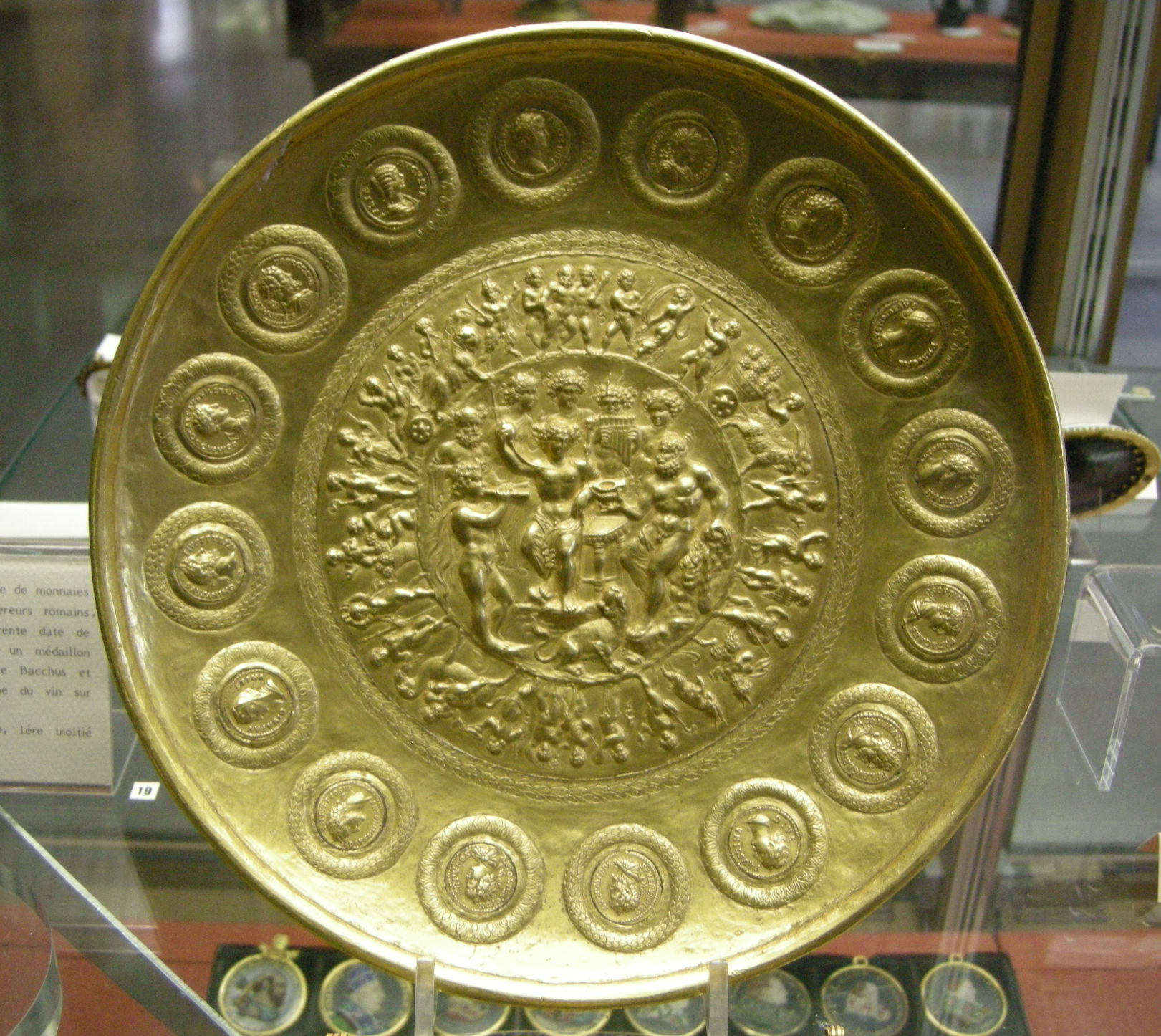
La patère de Rennes, exposée au département des Monnaies, médailles et antiques de la Bibliothèque nationale de France à Paris.

L'influence des Romains en Gaule amène avec elle des inspirations provenant des lieux d'art de l'est de la Méditerranée, plus que des techniques qui sont propres au peuple romain, les gaulois étant friands de nouvelles influences. La méthode de l'argent repoussé, provenant de l'influence gréco-romaine fait ainsi son apparition progressive en Gaule.
Les lieux de production d’orfèvrerie sont à l'est de la Méditerranée, mais vont progressivement arriver à l'ouest : Narbonne ou Lyon sont des centres de création inspirés par le style de Rome. Le trésor de Berthouville, comme celui de Limoges, tous deux des IIIe et IIe siècles av. J.-C., sont dédiés à Mercure. Ils combinent des pièces de facture locale et des pièces d'importation provenant de l'est de l'Empire, qui parfois, comme à Berthouville, sont retravaillées localement avec moins de finesse. L'influence grecque sur le trésor de Berthouville est bien visible : certaines pièces présentent des scènes de l'Iliade, des centaures, des motifs bacchiques, etc.
Le premier nom d'un orfèvre, Medami, est découvert sur une canthare en argent sur le site archéologique d'Alésia en 1862. Les ciseleurs sur argent de Lyon bénéficient de grandes épitaphes, symbole de l'importance de leur métier.
La guerre des Gaules fait brutalement disparaître nombre de bijoux et d'objets du fait de rançons. Les pièces d'orfèvrerie gauloise aujourd'hui connues proviennent principalement de sépultures ou de trésors enfouis que l'on trouve partout sur le territoire,.
La romanisation de la Gaule se voit dans l'orfèvrerie avec deux pièces du IIIe siècle apr. J.-C. : le collier de Naix est composé de pièces d'or montées sur or guilloché avec des barrettes octogonales du même métal, la patère de Rennes a elle des pièces de monnaie antiques romaines sont enchâssées dans l'objet.

### La christianisation de l'empire et l'influence de l'Orient
Au IVe siècle, les ateliers d'Antioche et de Constantinople influencent orfèvrerie antique. Leurs productions influencent l'orfèvrerie de la Gaule, tout comme la christianisation, qui fait apparaître au même moment les premières reliques des martyrs chrétiens en Narbonnaise et en Viennoise. Leur mise en valeur créé un nouveau style dans l'orfèvrerie avec l'apparition des reliquaires.
Un exemple d'orfèvrerie de cette époque est la buire de Lavoye (bronze repoussé sur un corps en bois), datant de la fin du IVe siècle et présentant à la fois une influence hellénistique, byzantine et chrétienne.
L'influence hellénistique et byzantine sera perceptible en Occident jusqu'au VIe siècle, où les pièces de ce type seront collectionnées par les grands personnages de l'époque.

### Fin de l'Antiquité et influence des Barbares

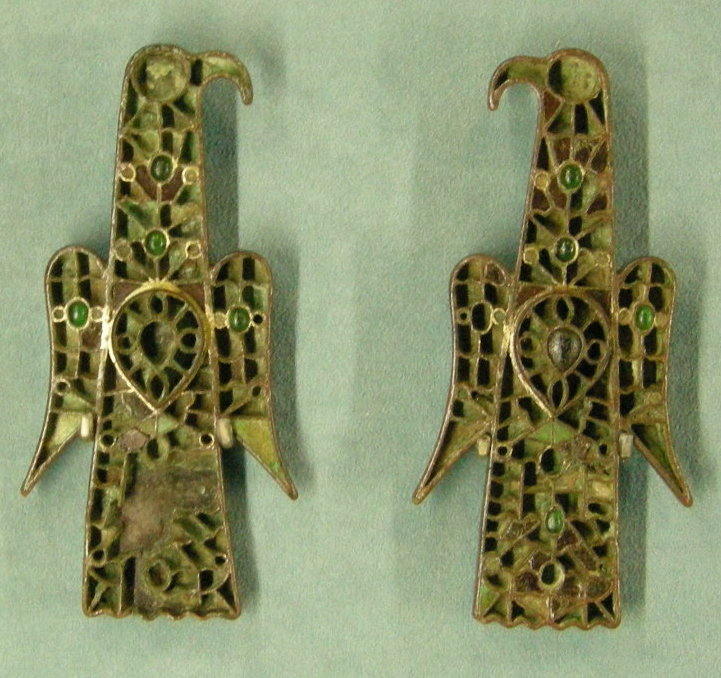
Broches wisigothiques représentant des aigles, découvertes dans une tombe près de Toulouse, VI. Musée du Moyen Âge.

Les vagues migratoires des peuples « barbares » amènent par le nord de l'Europe et par l'Europe centrale et méridionale de nouvelles modes dans les territoires de l'ancien Empire romain d'Occident, notamment les Sarmates, les Avars et les Huns ; cette influence se répand vers l'Occident, mais également vers l'Orient, notamment jusqu'en Chine. Les Goths drainent ces arts à partir du IIIe siècle : les tombes des nouveaux venus montrent qu'ils apprécient les pierres en bracelet et colliers, des fibules en forme de rapaces et la décoration de toute la bouclerie à formes géométriques variées, influencées par les productions locales. Les Francs, déjà présents comme mercenaires, avaient pris les habitudes des gallo-romains concernant les ornements précieux, qu'ils portaient et possédaient comme leurs employeurs.
Les pièces ont en commun le travail de l'or, du verre et des pierre précieuses, avec des formes à la fois rigoureuses et fantaisistes par rapport aux standards gallo-romains (entrelacs, boutons, alvéoles...). L'art animalier apporté par les migrations se conforte jusqu'à la fin du VIe siècle. L'apport majeur reste l'orfèvrerie cloisonnée, jusqu'ici produite à Byzance ou en Perse achéménide.
Les pièces majeures sont des fibules d'or trouvées à Jouy-le-Comte, Nîmes et Valence-d’Agen, une croix en pâte de verre cloisonnée découverte à Baslieux et datant de la fin du VIe siècle, ou une autre croix de la même époque dans un cimetière burgonde à Charnay-lès-Chalon ; ou un ensemble de boucles de ceintures wisigoth à Revel (Haute-Garonne).
L'épée de Childeric, père de Clovis, découverte dans sa tombe en 1653 est un exemple majeur d'orfèvrerie militaire avec une garde d'épée en or et grenats. La tombe renferme également de nombreuses pièces d'orfèvrerie et de bijouterie pour ornement ou harnachement.
Tout comme lors de la guerre des Gaules, les raids qui ont lieu sur la Gaule à partir du IIIe siècle font que de nombreux trésors sont enterrés. Les trésors d'orfèvrerie sont très recherchés et font l'objet de convoitises et de récits, une tendance qui se retrouvera dans tout le Moyen Âge. L'orfèvrerie revient à ses bases (figures simples, géométriques) à la fin des « raids barbares ». Le talent des orfèvreries antiques (en particulier gaulois et gallo-romains) surpassera les orfèvres médiévaux pendant longtemps ; les puissants font d'immenses efforts pour obtenir les trésors antiques, conservés ou enterrés.

## Moyen Âge

### Haut Moyen Âge

#### Mérovingiens
La présence d'orfèvrerie et de pièces précieuses est rapportée par les chroniqueurs de l'époque, tels que Prudence, Paulin de Nole, Grégoire de Tours ou Venance Fortunat.
Les écrits font ainsi mention d'inventaires, tel que celui de Perpet de Tours à sa mort avec un reliquaire d'or, un reliquaire d'argent, deux calices d'or et une croix d'or, cette dernière signée de l'orfèvre Mabuinus. Le testament de Remi de Reims fait mention d'une quantité importante de pièces d'orfèvrerie, tout comme de nombreux autres trésors de nobles et de prélats (Gontran de Bourgogne, la reine Brunehaut, etc.).
Clovis offre de nombreux objets d'orfèvrerie au clergé. D'après Grégoire de Tours, Chilpéric fait réaliser un grand plat d'or serti de pierres précieuses qu'il présentait orgueilleusement à toute occasion. Dagobert Ier, par sa piété et en reconnaissance de ce que l'Église lui a apporté, développe fortement l'orfèvrerie religieuse, suivant là l'exemple de ses prédécesseurs. Les rois de ce temps se livrent toujours aux pillages des terres de leurs voisins, dont ils rapportent de nombreux objets précieux, prélevés notamment aux monastères, voire, selon Augustin Thierry, « jusque dans les tombeaux ».

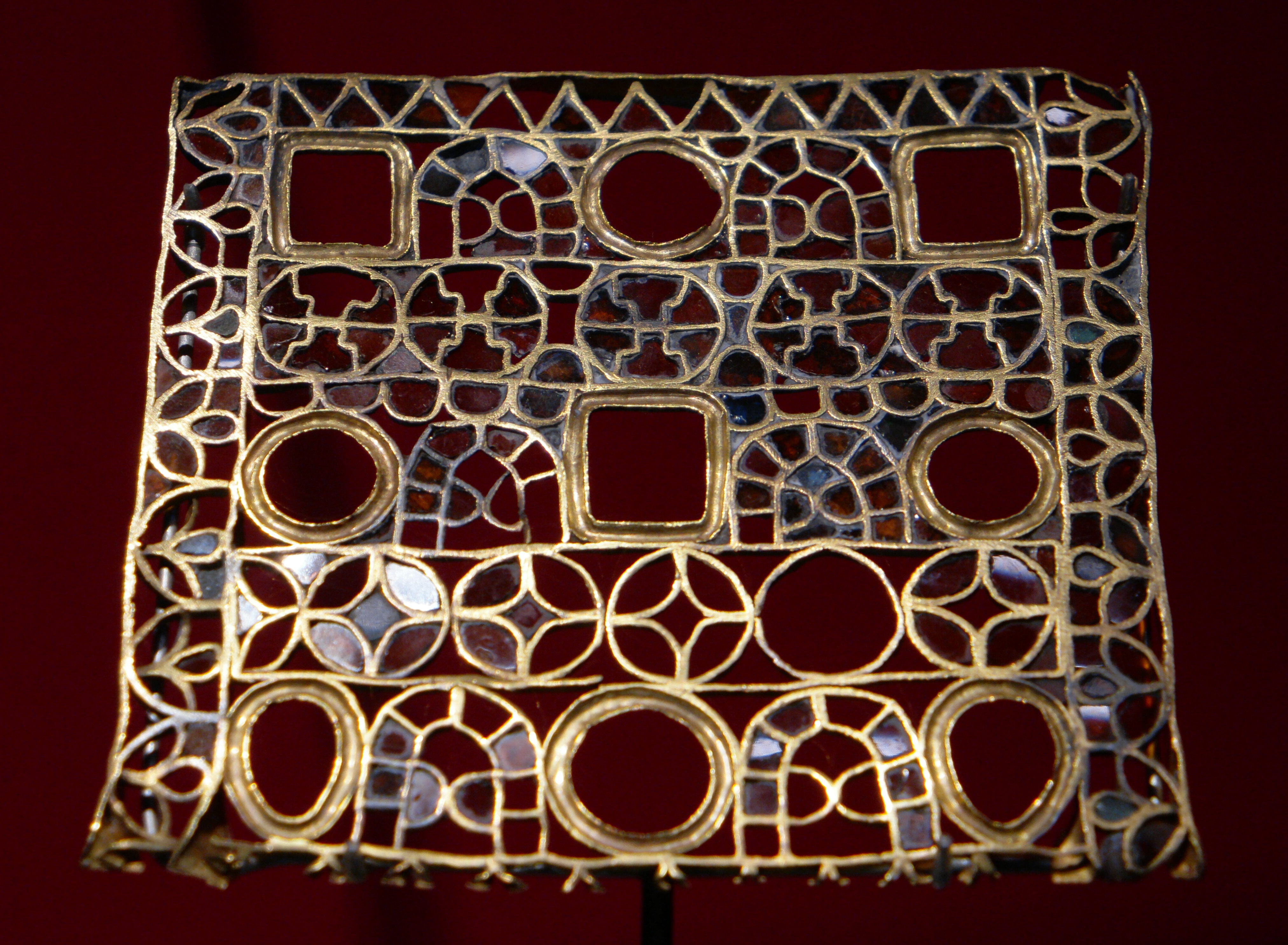
Fragment de la croix de Saint-Éloi, attribuée à Éloi de Noyon, orfèvre de Dagobert Ier.

Le personnage marquant de cette période est Éloi de Noyon, orfèvre et monnayeur, ministre des Finances auprès de Dagobert Ier et futur saint catholique, patron des orfèvres. Ouen de Rouen, chroniqueur de l'époque, lui attribue de très nombreuses pièces dont la châsse de Grégoire de Tours, le sceptre de Dagobert ou une grande croix pour l'église de Saint-Denis. Sa notoriété est telle qu'on lui attribuera durant longtemps toute pièce ancienne et de belle facture,.
Éloi met en place les premières structures liées aux orfèvres, en établissant des communautés. Il fonde sur l'île de la Cité un monastère ayant un atelier d'orfèvrerie, accueillant une communauté de bénédictines œuvrant sur des pièces d'orfèvrerie et des ornements liturgiques. Les orfèvres laïcs s'installent à proximité, dans une rue qui deviendra la Rue Saint-Éloi. Leur statut n'est cependant pas synonyme de richesse : le second capitulaire de Dagobert Ier spécifie que l'amende à payer pour le meurtre d'un orfèvre « qui a fait ses preuves » est la même que celle d'un cuisinier ou d'un berger.
Paris n'est pas le seul lieu d’orfèvrerie en France, et d'autres villes se démarquent comme Limoges, Metz, Arras, Lyon, ou encore Gentilly dont le nom vient de gentiles, désignant les orfèvres étrangers. L'abbaye de Solignac est cette l'Éloi et son successeur, Thillo, y dirige la fabrication de pièces d’orfèvrerie. Les premières marques visibles d'orfèvres, ancêtre des poinçons de maîtres, sont découvertes sur les coupes de la Valdonne, datant sans doute de l'époque du règne de Clotaire II. Il existe également une importation de pièces d'orfèvrerie, notamment en provenance de Byzance. Il est incertain que l'orfèvrerie de cette époque soit toujours d'origine franque.
Les premiers écrits quant à l'orfèvrerie apparaissent, notamment sous la plume de Grégoire de Tours, présentant la technique de theca persica, que l'on appellera par la suite opus inclusorium, consistant à incruster des pierres dans une monture d'or. La fonte ainsi que le travail au marteau sont courants, tout comme le sertissage qui utilise plusieurs méthodes.
Il y a peu de pièces d'église ou de vaisselle conservées pour cette époque ; ce sont principalement des bijoux ou des armes qui sont conservés. La qualité de ces pièces est très variables, allant de simples pièces mal façonnées à des pièces proche de la qualité antique. L'économie est de mise : certaines pièces d'argent sont principalement doublées d'étain, et certaines formes en argent sont en réalité de fines pièces de métal précieux découpé recouvrant une structure en fer. Il en va de même pour l'or, qui est parfois lié au cuivre avec un assez talent pour passer pour de l'or pur, une technique transmise par Éloi à Clotaire II. Les pierres précieuses sont elles parfois remplacées par des verres colorés. Hormis pour quelques pièces, la qualité de travail est globalement en baisse.

Dans l'ensemble, les pièces mérovingiennes ne représentent ni figure humaine, ni animaux à part quelques oiseaux. Lors de leurs conquêtes, les mérovingiens font fondre ou modifier les pièces d'or et d'argent pour éviter qu'elles ne soient réclamées par leurs propriétaires. Certaines pièces sont parfois détruites pour en faire don à l'Église, d'autres, plus anciennes et notamment d'influence gallo-romaine, sont détruites pour qu'il ne reste rien des ennemis vaincus. 

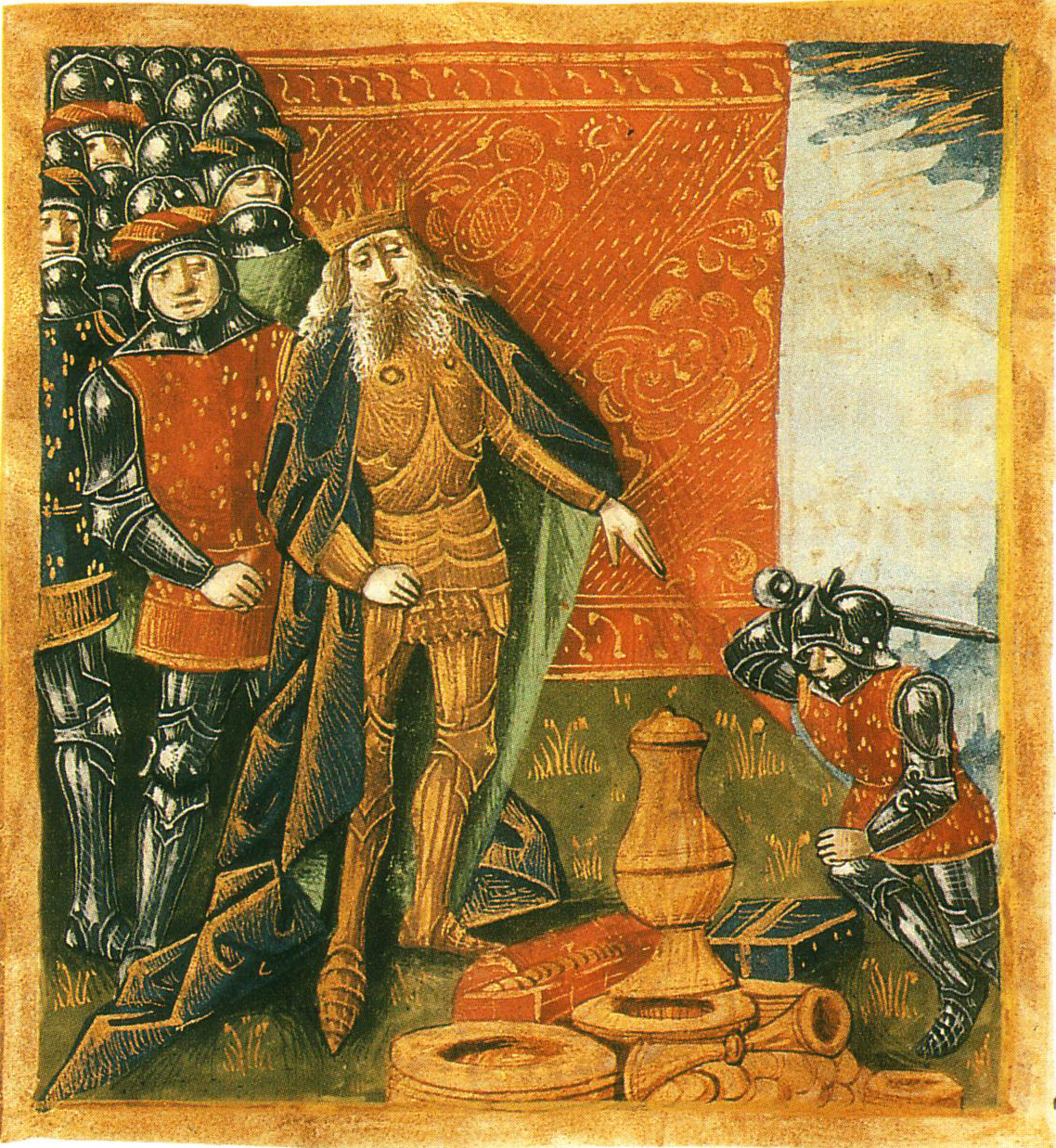
Clovis et le vase de Soissons, présenté comme un vase précieux dans les Grandes Chroniques de France, XIVe siècle.

Parmi les pièces marquantes de cette époque, on peut mentionner le vase de Soissons, vase précieux légendaire marquant les récits du Haut Moyen Âge. Clovis offre à Saint-Pierre de Rome une couronne ornée de pierres précieuses ou un vase précieux. Le calice de Chelles offert par Bathilde à l'abbaye de Saint-Denis, aujourd'hui détruit, reste longtemps dans les écrits ; sa patène est fondue au XIVe siècle pour réaliser la chasse de Bathilde.

Le fragment de la croix de Saint-Éloi est la seule pièce attribuée au saint orfèvre. Il faisait partie d'un ensemble pour un autel, la croix mesurant six pieds de haut. Autres pièces remarquables, le trésor de Childéric, dont les abeilles d'or sont une des rares représentations connues d'animaux pour cette époque, le trésor de Goudron daté des alentours de l'an 500, le disque de Limons, le trône de Dagobert ou des châsses comme celles de Saint-Bonnet-Avalouze ou de Saint-Benoît-sur-Loire. 

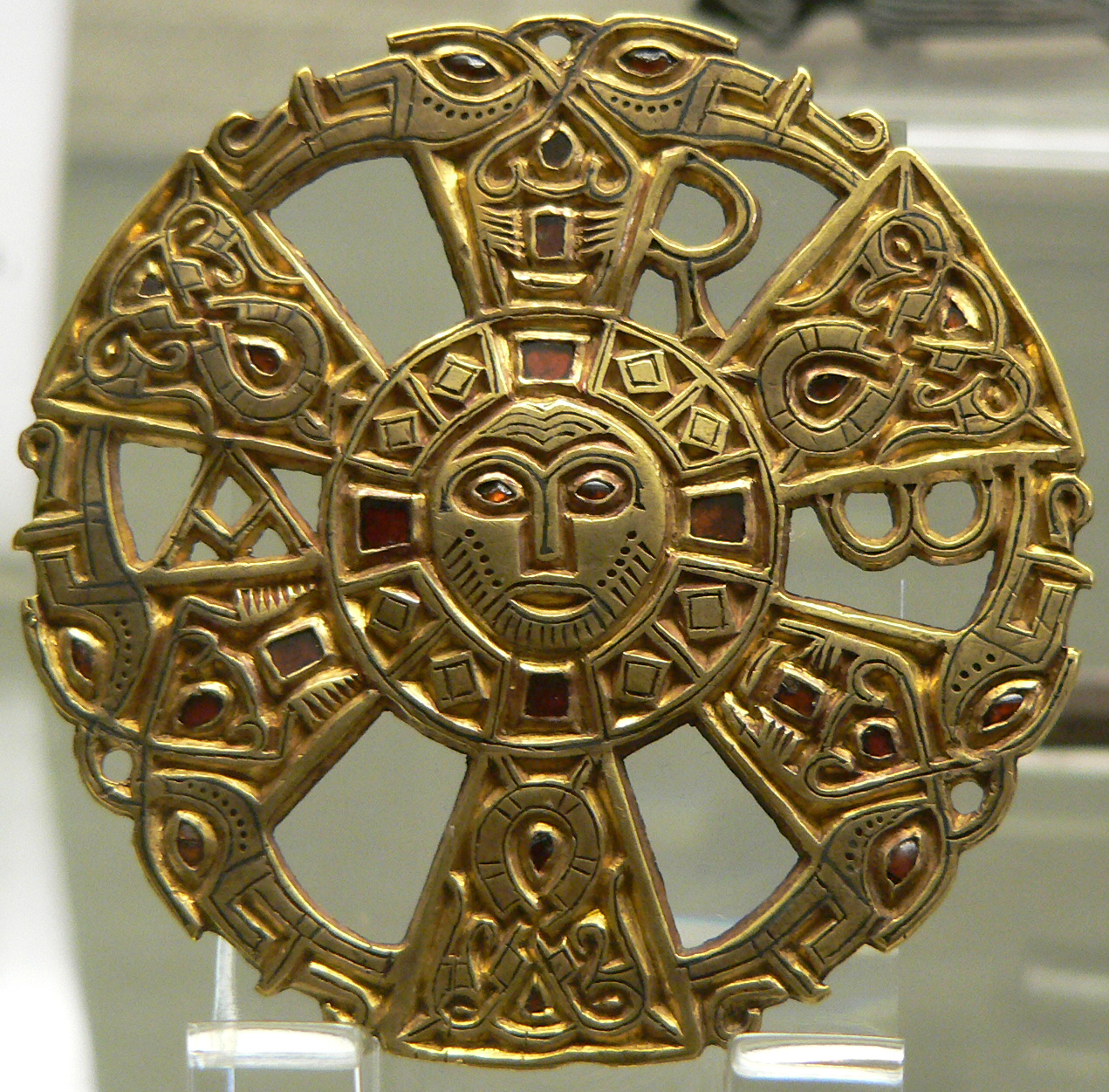
Disque de Limons, en or orné d'un chrisme, d'un masque humain et de motifs zoomorphes trouvé à Limons. Département des Monnaies, médailles et antiques de la Bibliothèque nationale de France.
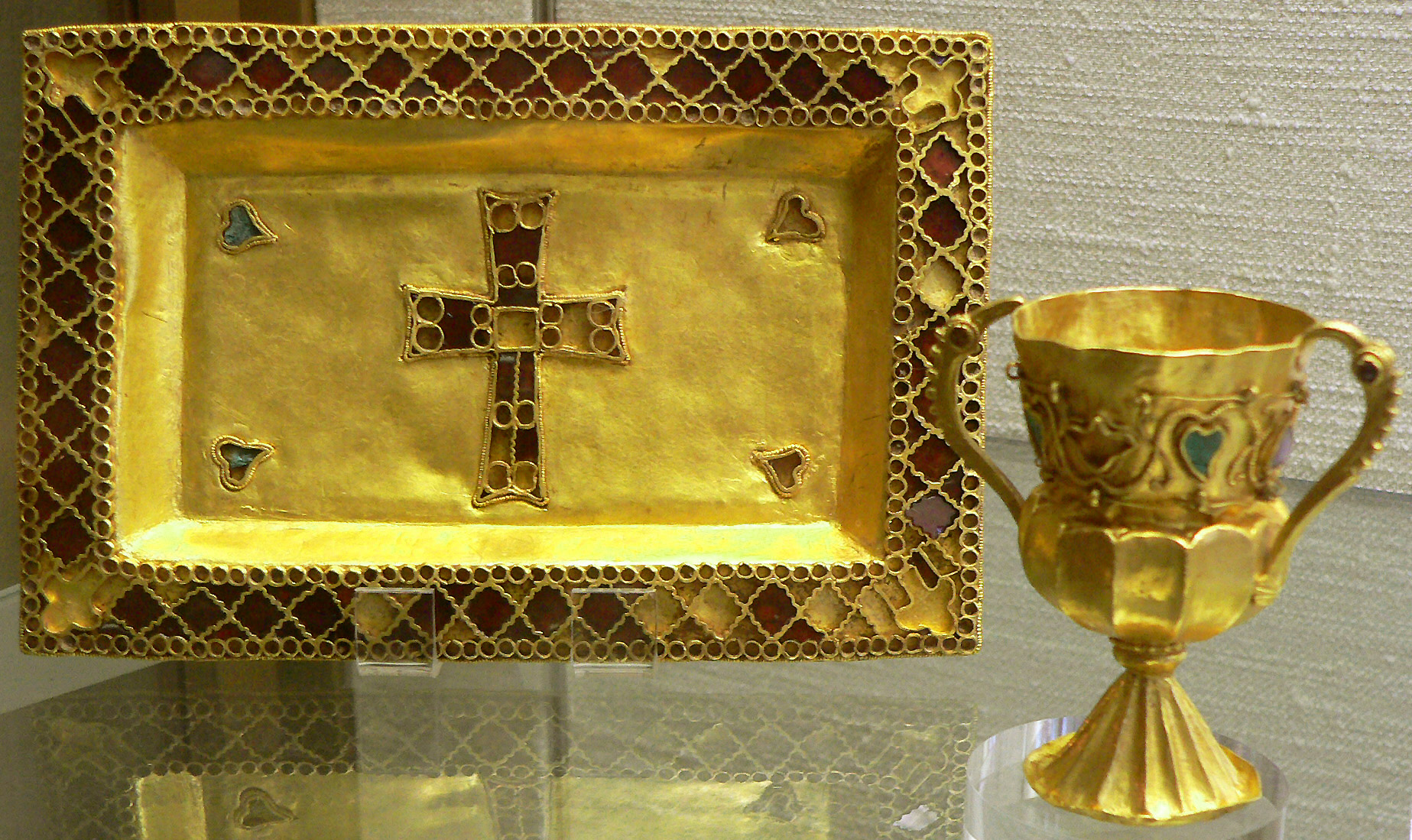
Les deux pièces du Trésor de Goudron, Département des Monnaies, médailles et antiques de la Bibliothèque nationale de France.
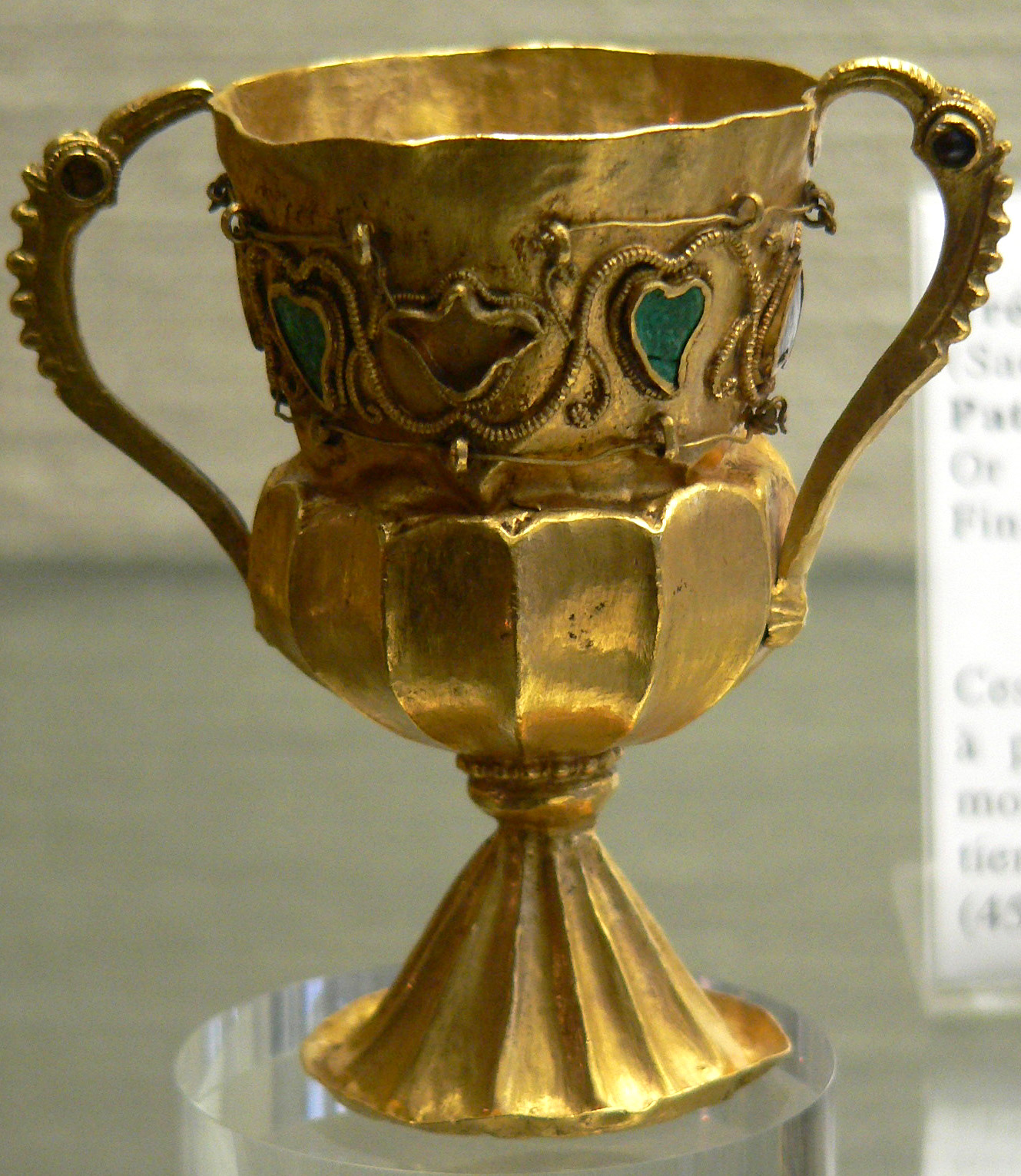
Calice du trésor de Goudron, vers 500.

#### Carolingiens

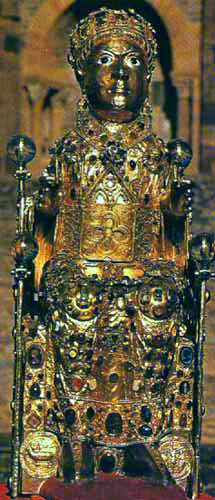
La statue reliquaire de Sainte Foy est l'une des pièces majeures de l'époque carolingienne.

L'avènement des Carolingiens et la paix qu'ils procurent génère un nouvel âge d'or en Europe, la Renaissance carolingienne, qui recherche la monumentalité, tout en cherchant à un retour au classicisme antique et en s'inspirant des inspirations asiatiques. On cherche à retrouver un faste, en restaurant de vieux bâtiments religieux et en les dotant de pièces en métaux précieux.
Les pièces d'orfèvrerie sont dominées par la couleur et un dessin très technique. On y trouve des pierres serties par griffes en cabochons sur des plaques d'or et d'argent décoré au repoussé et rehaussé d'émail. Le damasquinage est la nouvelle technique à la mode.
L'orfèvrerie de l'époque est l'un des principaux représentants des arts, dominés par l'architecture. L'orfèvre gagne un statut (ceux de Paris ont un statut protégé dès 768), tout en étant souvent également peintre ou enlumineur. Les habitudes de certains de ces arts se retrouvent dans l'orfèvrerie, et vice versa. On retrouve ainsi le principe du cloisonnement sur les initiales d'alphabets peints, ou l'inspiration de pièces d'orfèvrerie sur des éléments d'architecture, comme sur l'autel de l'église Notre-Dame-d’Avenas, inspiré d'une pièce italienne datant de 835.
Charlemagne lui-même est un protecteur des arts précieux (il préfère cela aux vêtements, qu'il choisit simples) : il veille aux dotations des églises, et fait établir par capitulaire des orfèvres dans toutes les régions de son empire. Les trésors conquis par l’empereur ou les cadeaux des ambassades qui le visitent ont tous dotés de pièces d'orfèvrerie,. Son testament prévoit de nombreux dons de pièces d'orfèvrerie à Saint-Pierre de Rome et sa dépouille est parée de très nombreuses décorations et ornements en métaux précieux selon le chroniqueur Philippe Mouskes. Louis le Pieux puis Charles II le Chauve poursuivent le travail de Charlemagne.
L’influence franque dépasse les limites de l'empire et les orfèvres sont sollicités pour des travaux d'importance. Ainsi, le patriarche de Grado envoie ainsi de l'or et de l'argent pour faire réaliser une coupe. Charles II le Chauve confirme le statut des orfèvres de Paris en 846 et certains noms d'orfèvres, tous des moines, sont connus : Taucho, qui porte le titre de « opifex in omni genere aeris » ; Gaufredus en l'abbaye de Saint-Benoît-sur-Loire ; Gauzbal ; Josbert en l'abbaye Saint-Martial de Limoges ; Theudon en l'église Saint-Pierre de Chartres ; Odulfus, moune à Saint-Riquier et auteur en 864 d'une châsse en or pour son abbaye ou Perpetuus, fondeur à Angers. L'importance de ces moines orfèvres et de leurs abbayes s'accroît avec le temps : vers 988-989, l’archevêque Adalbéron fait venir à Reims des orfèvres formés auprès des moines de Trèves.
Pour Louis Bréhier, la pratique est divisée en deux tendances : la tendance officielle et une autre tendance, plus populaire, inspirée par les pièces mérovingiennes, l'art mozarabe ou les enluminures irlandaises. Deux techniques se répandent : la nielle, qui remplace le cloisonné des Mérovingiens, et les statues de bois recouvertes de feuilles de métaux précieux.

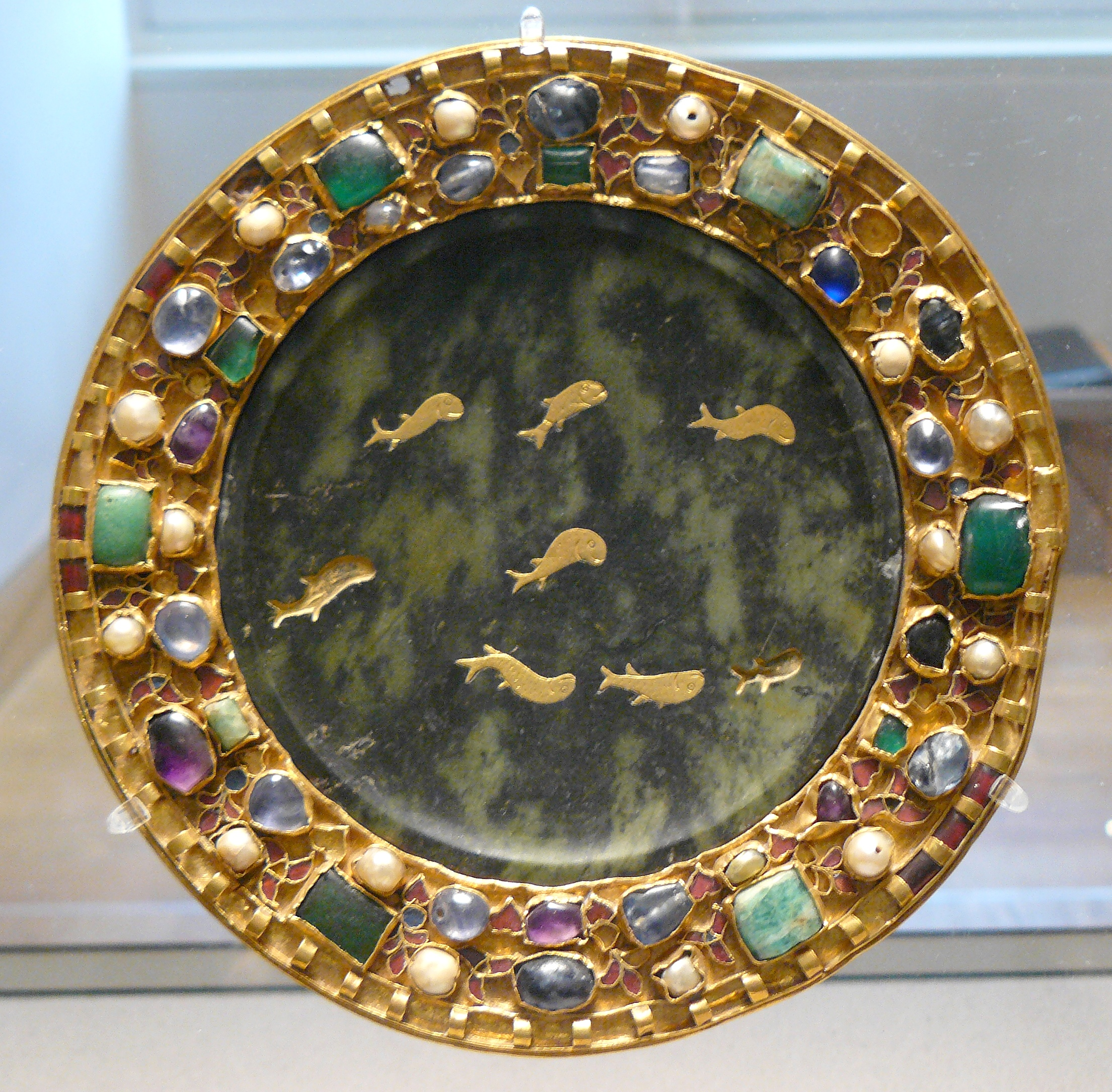
La patène de serpentine, composée d'une assiette antique en serpentine et d'un marli d'orfèvrerie posé sous le règne de Charles le Chauve. Musée du Louvre.

S'il existe de nombreuses descriptions de trésors possédés par des puissants ou vendus à cette époque, les pièces conservées de cette époque sont rares, à cause de vols et de refontes, à commencer par la dépouille de Charlemagne qui est pillée par Otton III du Saint-Empire puis Frédéric Barberousse. Dans le trésor de Saint-Denis, la monture en métal de la coupe des Ptolémées (aujourd'hui disparue) date de l'époque carolingienne, tout comme le marli de la patène de serpentine. Le calice et la patène de saint Gozlin, conservés en la cathédrale de Nancy, est un exemple simple d'orfèvrerie de l'époque.
Le mobilier d'église constitue la majorité des réalisations d'orfèvrerie. De nombreuses tables d'autel sont réalisées au IXe siècle dont on relève une quinzaine d'exemplaires en France. À la même époque, les crucifix à l'entrée des églises rivalisent par leur taille et les couvertures des psautiers s'ornent de décorations en métaux précieux, tel celui de Charles le Chauve ou l'évangéliaire de Gozlin. Angilbert, abbé de Saint-Riquier, liste les trésors de ses églises qui ont chacune un autel de marbre rehaussé d'or, d'argent et de pierres, leur nef aux bas-reliefs rehaussés d'or, ainsi que de très nombreux objets de culte précieux en or et en pierreries et d'autres inventaires tout aussi riches nous sont parvenus.
La statuaire, très présente, est représentée par la statue reliquaire de Sainte Foy, une des pièces majeures de l'époque carolingienne. On trouve ainsi dans le centre et le sud-est de la France des statues de saints en majesté, renfermant leurs reliques. Ces reliques voyagent et sont parfois rassemblées, comme lors du synode de Rodez, où quatre statues de sain en métal précieux sont présentées conjointement aux pèlerins. D'autres reliquaires représentent simplement les membres conservés. Comme pour Éloi au temps des Mérovingiens, il existe de nombreuses pièces qui sont attribuées improprement à Charlemagne en tant que commanditaire du fait de leur facture ancienne.
L'orfèvrerie des premiers temps des Capétiens nous est parvenue au travers de nombreux noms d'orfèvres, tous rattachés à des abbayes (abbaye de Moyenmoutier, de Luxeuil, de Gellone...) ou par de nombreuses pièces. Des orfèvres externes aux abbayes étaient probablement employés. Parmi les noms connus, Odorannus de Sens qui travaille à l'Abbaye de Saint-Pierre-le-Vif, où il réalise la châsse-reliquaire de Savinien de Sens pour le compte du roi Robert le Pieux.

### Moyen Âge central

#### Autour duXIesiècle
Les dissensions politiques au sein de l'Empire puis son partage, la montée en puissance de la féodalité et les raids vikings au IXe siècle font que l'âge d'or carolingien disparaît au tournant de l'an mil. Si les pillages scandinaves ont amené au déplacement de reliques et à la perte de certains trésors, la Foi est toujours fervente dans le royaume de France et se traduit par de nouvelles productions d'orfèvrerie.
Jean de Garlande écrit au XIe siècle un des premiers traités concernant l'orfèvrerie qui nous soit parvenus. Il y décrit les travaux réalisés ainsi que les premières communautés qui se sont constituées. L'orfèvrerie est toujours pratiquée par certains moines, tel que Odorannus de Sens, par ailleurs sculpteur, musicien et littérateur, ou Jean 1er, abbé de Saint-Bertin.
Le trésor de l'abbatiale Sainte-Foy de Conques, comporte plusieurs pièces datant du XIe siècle.

#### XIIesiècle
L'Aigle de Suger date de 1147. Suger effectue des transformations d'objets, attestées par ses actes administratifs, tels que la transformation du triptyque de la Trinité, datant du Xe siècle en un retable.

## Style baroque et Classicisme

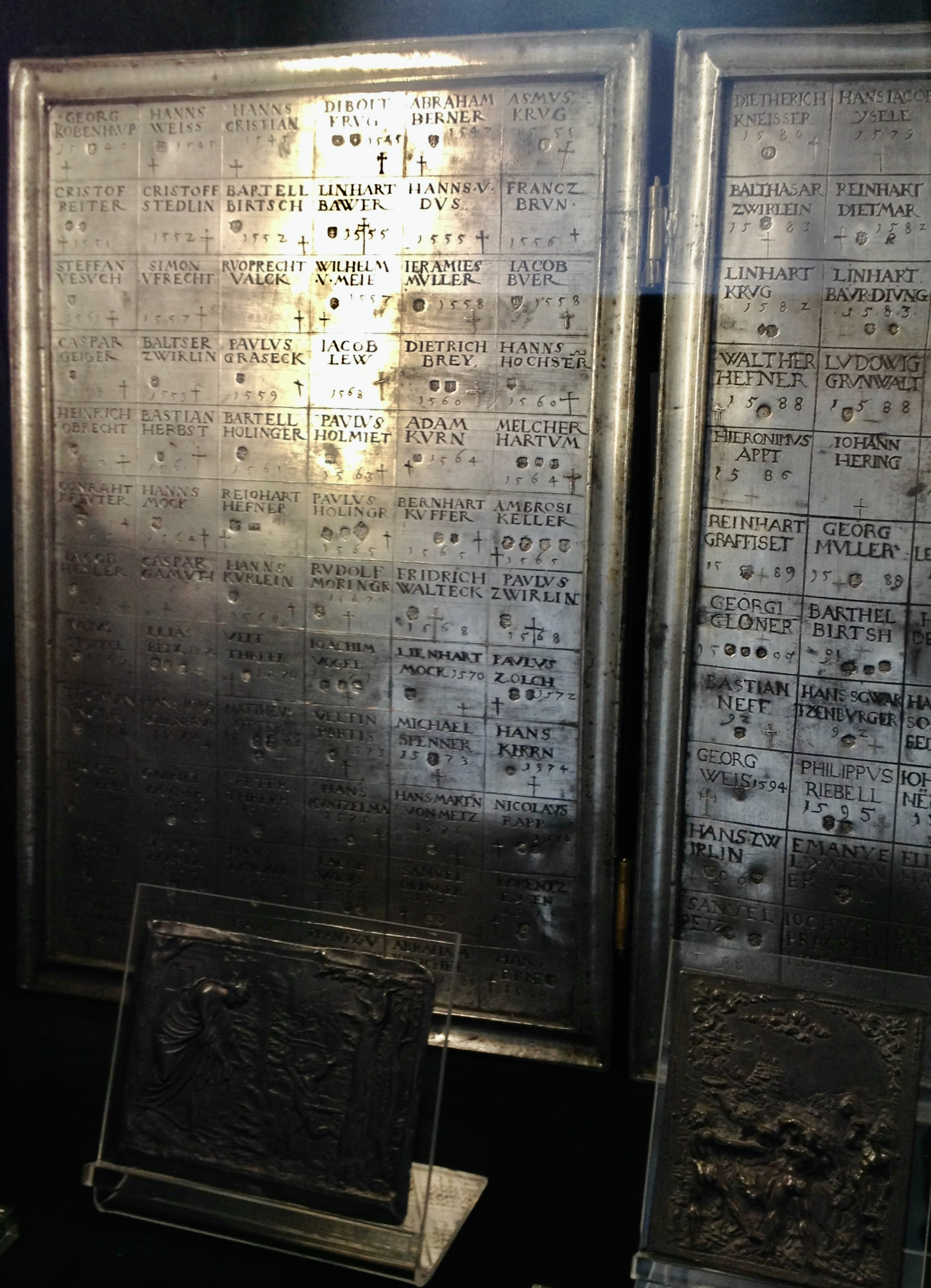
Plaque d'insculpation des maîtres orfèvres de Strasbourg du XVIe siècle, Musée de l'Œuvre Notre-Dame